# 於山方
於山の方（おやまのかた、天正15年（1587年） - 寛文8年8月24日（1668年9月30日））は、伊達政宗の側室。伊達家家臣で柴田郡船岡邑主の四保宗義（しのおむねよし、後に柴田宗義と改称）の娘で、本名は睦子。柴田氏あるいは於山方または阿山方と称す。

## 生涯
天正15年（1587年）、四保宗義の娘として柴田郡四保城（船岡城）に生まれる。のち伊達政宗の側室となる。
慶長8年（1603年）、伊達家江戸屋敷で政宗の六男（第7子）・吉松丸（のちの宗信）を産む 。
慶長12年（1607年）、仙台城で政宗の七男（第8子）・長松丸（のちの宗高）を産む。
慶長13年（1608年）、仙台城で政宗の次女（第9子）牟宇姫を産む。牟宇姫は元和5年（1619年）に伊達家一門筆頭の石川宗敬（伊具郡角田要害主）に嫁ぐ。
寛永13年（1636年）、伊達政宗の没後、於山の方は仙台城を出て、牟宇姫の嫁ぎ先の伊具郡角田邑に移った。牟宇姫は母のために御堂を建て、於山の方はここで余生を過ごした。この建物は八竜性院と号したが、明暦元年（1655年）改築し、妙安寺と号した。
寛文8年（1668年）8月24日、伊具郡角田邑にて没す。享年82。法名は天渓院。墓所は宮城県角田市の長泉寺。